# Farmexim (grup)
Farmexim este un grup de companii din România, care cuprinde firmele Farmexim — importator și distribuitor de produse farmaceutice, HelpNet — lanț de farmacii, GreenNet — companie specializată în importul și distribuția de produse cosmetice și suplimente alimentare și parfumeriile Beautik Haute Parfumerie.
Număr de angajați în 2009: 1.500
Cifra de afaceri:
- 2009: 236 de milioane euro[2]
- 2007: 205 milioane euro[1]